# Partners (film 1912 Campbell)
Partners è un cortometraggio muto del 1912 diretto da Colin Campbell. Prodotto dalla Selig, aveva come interpreti Tom Santschi, Herbert Rawlinson, Wheeler Oakman, Eugenie Besserer.

## Produzione
Il film fu prodotto dalla Selig Polyscope Company.

## Distribuzione
Distribuito dalla General Film Company, il film - un cortometraggio di una bobina - uscì nelle sale cinematografiche statunitensi il 25 settembre 1912. In Danimarca, fu ribattezzato con il titolo En Usling.